# سافرونوفسکایا (استان آرخانگلسک)
سافرونوفسکایا (به لاتین: Safronovskaya) یک منطقهٔ مسکونی در روسیه است که در استان آرخانگلسک واقع شده‌است.